# Emmerich-Hutten-Czapski-Museum

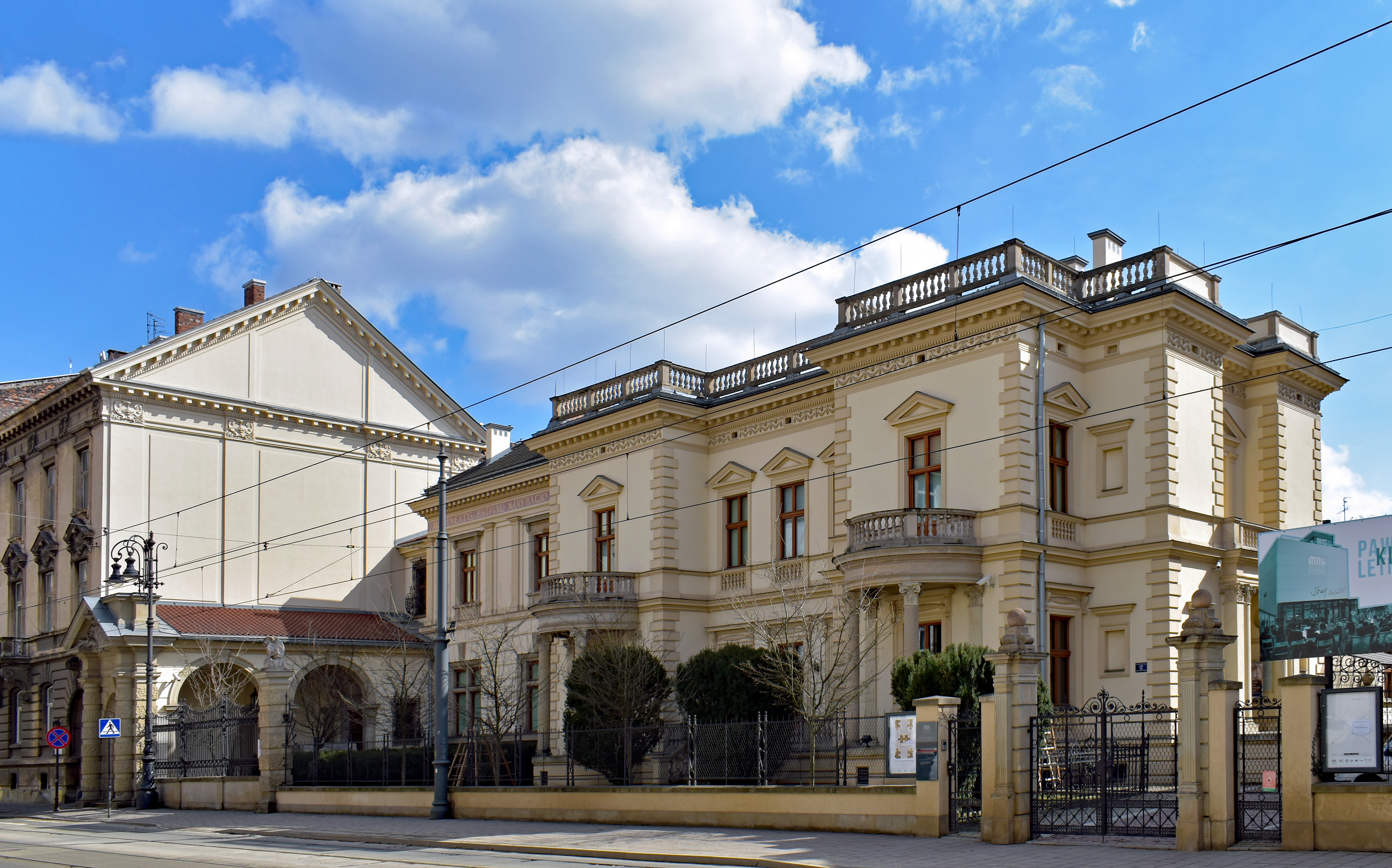
Das Emmerich-Hutten-Czapski-Museum

Das Emmerich-Hutten-Czapski-Museum in Krakau, ul. Piłsudskiego 12, ist eine Zweigstelle des Krakauer Nationalmuseums. Das Museum ist der Münzsammlung des Grafen Emmerich Hutten-Czapski (1828–1896) gewidmet.
Der in Stańków (Weißrussland) geborene Graf Hutten-Czapski stand fast 30 Jahre lang bis 1879 im Dienste des Zaren Alexander II. Als Katholik polnischer Abstammung wurde er in St. Petersburg immer öfters schikaniert. Er kehrte in sein Erbgut Stańków zurück und widmete sich der Pflege seiner Münzsammlung. Er verkaufte die Sammlung russischer Münzen an den Kronprinzen Georg Michajlowitsch und beschäftigte sich seitdem ausschließlich mit den 1854 vom Grafen Tyszkiewicz erstandenen polnischen Münzen.
Graf Hutten-Czapski verließ 1894 Russland und siedelte nach Krakau über. Er kaufte das 1884 errichtete Haus als seine Residenz. Neben ihm ließ er ein Gebäude für seine Münzsammlung errichten. Die Eröffnung des Ausstellungsgebäudes erlebte er nicht mehr. Seine Erben haben die Sammlung 1903 der Stadt Krakau übergeben. Ein Jahr später wurde die Münzsammlung zur Zweigstelle des Krakauer Nationalmuseums erklärt. Die von den Erben des Grafen abgekaufte Residenz wurde zum Museumsbau umgestaltet.
Die Münzsammlung wurde dank großzügiger Spenden Krakauer Bürger ständig erweitert. Hinzu kamen Gegenstände des Kunsthandwerks, Bilder, Porzellan usw. Nach Kriegsausbruch 1914 wurden die Münzen in Fässern verstaut und vergraben. Das Museum wurde 1917 wiedereröffnet. Die Familie Hutten-Czapski kümmerte sich weiterhin um das Museum und spendete Geld und Kunstgegenstände.
Während des Zweiten Weltkrieges erlitten die Sammlungen viele Schäden. Nach Kriegsende wurde eine gründliche Renovierung und Neueinrichtung des Museums nötig.